# مجلس أبو ظبي للتخطيط العمراني
مجلس أبوظبي للتخطيط العمراني هو الهيئة المسؤولة عن مستقبل البيئة العمرانية في إمارة أبوظبي، وهو السلطة المختصة التي وضعت خطة أبوظبي 2030:  خطة إطار الهيكل العمراني. تأسس مجلس أبوظبي للتخطيط العمراني بموجب قرار رقم (23) لسنة 2007. يترأسه سمو الشيخ محمد بن زايد آل نهيان، ولي عهد أبوظبي ورئيس المجلس التنفيذي. ويعمل مجلس أبوظبي للتخطيط العمراني على تحديد ملامح الإمارة والحرص على توفير عوامل التنمية المستدامة والبنية التحتية والتخطيط المجتمعي ونوعية وجودة الحياة المتميّزة من خلال الإشراف على مشاريع التطوير في المدينة والإمارة ككل. كما يعمل المجلس على ضمان أفضل الممارسات في التخطيط لكلتا المناطق المستقبلية والقائمة.  
حيث يعطي  دليل التصميم الحضري للشوارع أهمية خاصة إلى مخطط الشوارع من خلال :منح المصممين الأدوات الكفيلة بإدراج مكونات المنطقة الكائنة ما بين الأرصفة وواجهات المباني في موقعها الملائم ووفق حجمها الصحيح ومراعاة وجود مسارات جانبية مفتوحة للمشاة  وتزويد الشوارع  بالإضاءة وإشارات المرور وصناديق الخدمات ومقاعد الجلوس والأشجار في الأماكن الملائمة.  
ويهدف مجلس أبوظبي للتخطيط العمراني أولاً إلى تنفيذ رؤية صاحب السمو الشيخ خليفة بن زايد آل نهيان، رئيس دولة الإمارات العربية المتحدة وحاكم أبو ظبي التي تمتد من الرؤية العظيمة التي وضعها الشيخ زايد بن سلطان آل نهيان، كما يتناول التطور المستمر لأبوظبي بحيث تمتلك كافة مقومات العاصمة العالمية، ومن خلال وضع المخططات العمرانية محلياً وفي دول الخليج وحول العالم، يهدف مجلس أبوظبي للتخطيط العمراني إلى أن يصبح السلطة الرائدة عالمية في مجال التخطيط والتصميم.  

## وصلات خارجية
الموقع الرسمي لمجلس أبوظبي للتخطيط العمراني